# Schloss Haidenhof

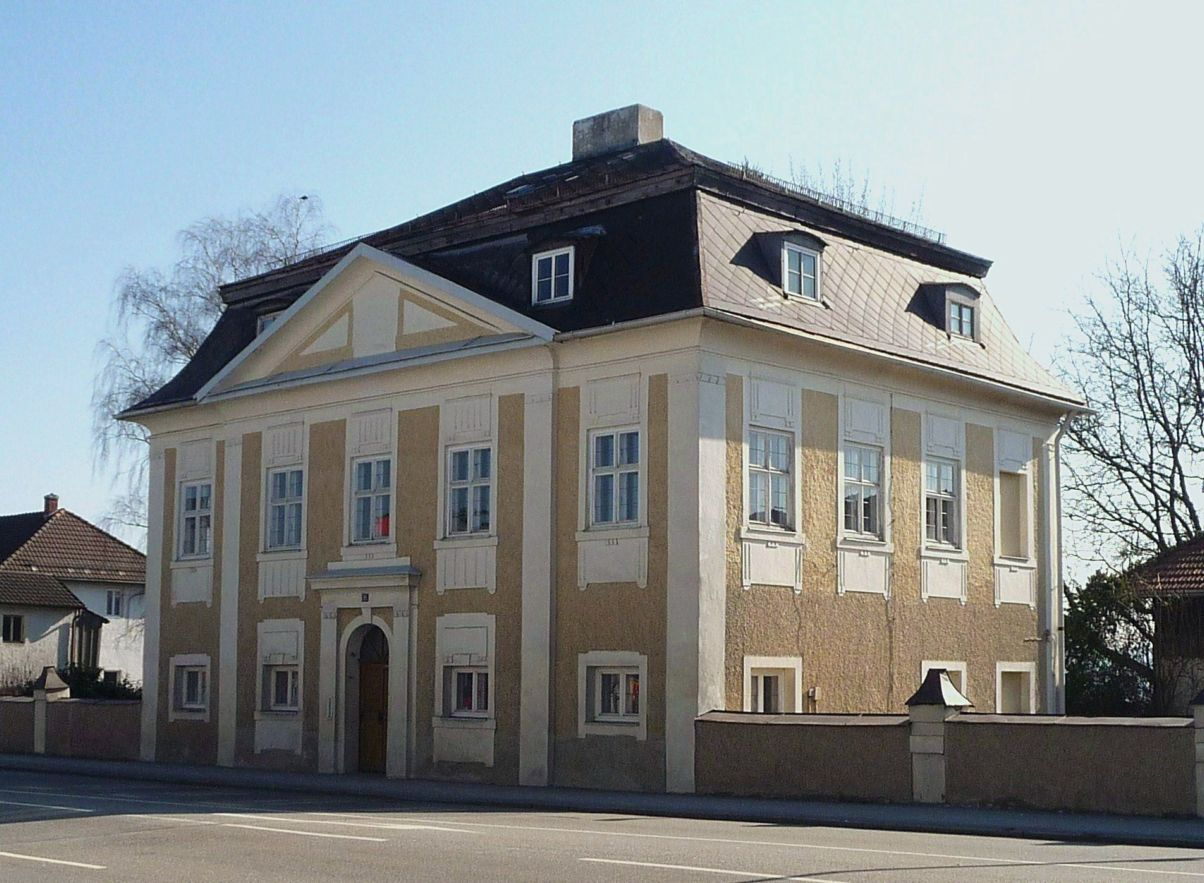
Schloss Haidenhof

Schloss Haidenhof ist ein Schloss in der kreisfreien Stadt Passau. Von seinem Vorgänger, dem Haidenhof, stammen die Namen der ehemaligen Gemeinde Haidenhof und der jetzigen Passauer Stadtteile Haidenhof Nord und Haidenhof Süd. Die Anlage ist unter der Aktennummer D-2-62-000-426 als Baudenkmal von Haidenhof verzeichnet.

## Lage
Schloss Haidenhof befindet sich an der Neuburger Straße im Stadtteil Haidenhof Süd.

## Geschichte
Der Hof gehörte 1614 einem Wolf Hayll. Aus diesem Hayllhof wurde später Haynhof und schließlich Haidenhof. Hier standen das Wirtsgut und das Schlösschen, das 1685 der Passauer Domherr Vigil Graf von Thun erbaute. Seine jetzige Form erhielt es 1790 durch Hofbaudirektor Johann Georg Hagenauer mit der Umgestaltung zum Jagdschloss für den Domherrn Leopold Freiherrn von Hanxleden.

## Baubeschreibung
Das Schlösschen ist zweigeschossig und fünfachsig, wobei die drei Mittelachsen etwas hervortreten. In der Mittelachse befindet sich das rundbogige Portal, das von Lisenen flankiert ist, die einen Architrav tragen. Die Fenster des Untergeschosses sind als Halbfenster gebildet.
Im Garten befindet sich eine Brunnengruppe aus der zweiten Hälfte des 19. Jahrhunderts, bestehend aus vier Kindern. Die Nebengebäude, ein L-förmig angelegtes Wirtschaftsgebäude und das Gesindehaus, entstanden im frühen 19. Jahrhundert.